# Danny Facey
Danny Facey là một cầu thủ bóng đá người Grenada thi đấu cho câu lạc bộ Anh Albion Sports, ở vị trí tiền đạo.

## Sự nghiệp
Facey ghi 9 bàn trong 5 trận cho Towngate, và chuyển từ Bradford Park Avenue đến Ossett Town vào tháng 1 năm 2011.
Vào tháng 7 năm 2015 anh gia nhập Brighouse Town, trở lại Albion Sports vào tháng 7 năm 2016.
Facey có màn ra mắt cho Grenada năm 2011.

## Đời tư
Anh là em trai của Delroy Facey và anh em họ với Anthony Griffith.